# Tour du Guatemala 2016
La Vuelta Ciclística a Guatemala 2016 est la cinquante-sixième édition du Tour du Guatemala. Elle se dispute du 24 octobre au 1er novembre 2016, au Guatemala.
Douze équipes disputent la compétition pour un total de soixante-huit coureurs inscrits.
Le Costaricien Román Villalobos remporte l'épreuve pour la deuxième année consécutive. 

## Équipes participantes
| Équipes                                               | Principaux engagés                                      |
| Canel's-Specialized                                   | Román Villalobos, Víctor García, Pablo Alarcón          |
| Liga de Ciclismo de Cundinamarca - Aguardiente Néctar | Camilo Castiblanco, Juan Pablo Rendón                   |
| Cable DX Decorabaños - ADD Quetzaltenango             | Manuel Rodas, Alfredo Ajpacajá, Dorian Monterroso       |
| Hino - Pizza Hut                                      | Alder Torres, Jonathan de León, Santos Crispín Ajpacajá |
| Selección Sub 23 de Guatemala                         | Celso Ajpacajá                                          |
| ADD Chimaltenango                                     | Fredy Toc                                               |
| Nestlé - Giant                                        | Joseph Chavarría, Elías Vega, Daniel Bonilla            |
| Cuajo Luna - Universal Foods                          | Mardoqueo Vásquez                                       |
| Violet House Cleaning and More                        | Lazaro Saquil                                           |
| Arapahoe Resources                                    | Julio Padilla                                           |
| Ecuador                                               | Byron Guamá, Jefferson Cepeda, Cristian Pita            |
| Global Cycling                                        | Jeroen Breewel                                          |

## Les étapes
| Étape     | Date    | Villes étapes                       | type                        | Distance (km) | Vainqueur d'étape | Leader du classement général |
| --------- | ------- | ----------------------------------- | --------------------------- | ------------- | ----------------- | ---------------------------- |
| 1re étape | 24 oct. | Guatemala – El Progreso             | étape de plaine             | 130           | Alder Torres      | Alder Torres                 |
| 2e étape  | 25 oct. | Jutiapa – Chiquimulilla             | étape de plaine             | 112,5         | Alfredo Ajpacajá  | Alder Torres                 |
| 3e étape  | 26 oct. | Puerto San José – Retalhuleu        | étape de plaine             | 174,5         | Dorian Monterroso | Alder Torres                 |
| 4e étape  | 27 oct. | Champerico – Retalhuleu             | contre-la-montre individuel | 37,8          | Manuel Rodas      | Manuel Rodas                 |
| 5e étape  | 28 oct. | San Pedro Sacatepéquez – San Marcos | étape de montagne           | 125,5         | Román Villalobos  | Manuel Rodas                 |
| 6e étape  | 29 oct. | Quetzaltenango – Quetzaltenango     | étape de plaine             | 117           | Cristian Pita     | Manuel Rodas                 |
| 7e étape  | 30 oct. | Totonicapán – Sololá                | étape de montagne           | 99,5          | Byron Guamá       | Román Villalobos             |
| 8e étape  | 31 oct. | Chimaltenango – Tecpán              | étape de montagne           | 109,1         | Jonathan de León  | Román Villalobos             |
| 9e étape  | 1 nov.  | Guatemala – Guatemala               | étape de plaine             | 105           | Elías Vega        | Román Villalobos             |

## Classements finals

### Classement général final
50 coureurs terminent l'épreuve.
| \| Classement général \| Classement général \| Classement général \| Classement général \| Classement général \| \| Coureur \| Coureur \| Pays \| Équipe \| Temps \| \| ------------------ \| ------------------ \| ------------------ \| ------------------------------- \| ------------------ \| \| 1er \| Román Villalobos \| Costa Rica \| Canel's-Specialized \| 24 h 51 min 47 s \| \| 2e \| Manuel Rodas \| Guatemala \| \| + 1 min 24 s \| \| 3e \| Víctor García \| Espagne \| Canel's-Specialized \| + 1 min 57 s \| \| 4e \| Juan Pablo Rendón \| Colombie \| \| + 3 min 14 s \| \| 5e \| Byron Guamá \| Équateur \| Team Ecuador \| + 3 min 16 s \| \| 6e \| Elías Vega \| Costa Rica \| \| + 4 min 20 s \| \| 7e \| Jefferson Cepeda \| Équateur \| Team Ecuador \| + 5 min 24 s \| \| 8e \| Alder Torres \| Guatemala \| Hino-One-La Red \| + 7 min 31 s \| \| 9e \| Daniel Bonilla \| Costa Rica \| Scotiabank-Nestlé-Métrica-Giant \| + 7 min 38 s \| \| 10e \| Alfredo Ajpacajá \| Guatemala \| Decorabaños \| + 9 min 34 s \| |                   |            |                                 |                  |
| |                   |            |                                 |                  |
| |                   |            |                                 |                  |
| Classement général |                   |            |                                 |                  |
| Coureur | Coureur           | Pays       | Équipe                          | Temps            |
| 1er | Román Villalobos  | Costa Rica | Canel's-Specialized             | 24 h 51 min 47 s |
| 2e | Manuel Rodas      | Guatemala  |                                 | + 1 min 24 s     |
| 3e | Víctor García     | Espagne    | Canel's-Specialized             | + 1 min 57 s     |
| 4e | Juan Pablo Rendón | Colombie   |                                 | + 3 min 14 s     |
| 5e | Byron Guamá       | Équateur   | Team Ecuador                    | + 3 min 16 s     |
| 6e | Elías Vega        | Costa Rica |                                 | + 4 min 20 s     |
| 7e | Jefferson Cepeda  | Équateur   | Team Ecuador                    | + 5 min 24 s     |
| 8e | Alder Torres      | Guatemala  | Hino-One-La Red                 | + 7 min 31 s     |
| 9e | Daniel Bonilla    | Costa Rica | Scotiabank-Nestlé-Métrica-Giant | + 7 min 38 s     |
| 10e | Alfredo Ajpacajá  | Guatemala  | Decorabaños                     | + 9 min 34 s     |

### Classements annexes
| Classement par équipes | Classement par équipes | Classement par équipes | Classement par équipes |
|                        | Équipe                 | Pays                   | Temps                  |
| ---------------------- | ---------------------- | ---------------------- | ---------------------- |
| 1re                    | Canel's-Specialized    | Mexique                | en 74 h 42 min 3 s     |
| 2e                     | Cable DX Decorabaños   | Guatemala              | + 11 min 7 s           |
| 3e                     | Hino - Pizza Hut       | Guatemala              | + 21 min 13 s          |
| modifier               |                        |                        |                        |

| Classement de la montagne | Classement de la montagne | Classement de la montagne | Classement de la montagne | Classement de la montagne |
| ------------------------- | ------------------------- | ------------------------- | ------------------------- | ------------------------- |
|                           | Coureur                   | Pays                      | Équipe                    | Point(s)                  |
| 1er                       | Jefferson Cepeda          | Équateur                  | Ecuador                   | 24 points                 |
| 2e                        | Santos Ajpacajá           | Guatemala                 | Hino - Pizza Hut          | 17 pts                    |
| 3e                        | Román Villalobos          | Costa Rica                | Canel's-Specialized       | 14 pts                    |
| modifier                  |                           |                           |                           |                           |

#### Classement des étapes volantes
| Classement des étapes volantes | Classement des étapes volantes | Classement des étapes volantes | Classement des étapes volantes | Classement des étapes volantes |
| ------------------------------ | ------------------------------ | ------------------------------ | ------------------------------ | ------------------------------ |
|                                | Coureur                        | Pays                           | Équipe                         | Point(s)                       |
| 1er                            | Dorian Monterroso              | Guatemala                      | Cable DX Decorabaños           | 44 points                      |
| 2e                             | Julio Padilla                  | Guatemala                      | Arapahoe Resources             | 31 pts                         |
| 3e                             | Pablo Alarcón                  | Chili                          | Canel's-Specialized            | 30 pts                         |
| modifier                       |                                |                                |                                |                                |

## Évolution des classements
| Étapes             | Vainqueur          | Classement général | Classement de la montagne | Classement des étapes volantes | Classement par équipes |
| ------------------ | ------------------ | ------------------ | ------------------------- | ------------------------------ | ---------------------- |
| 1re étape          | Alder Torres       | Alder Torres       | Santos Ajpacajá           | Pablo Alarcón                  | Cable DX Decorabaños   |
| 2e étape           | Alfredo Ajpacajá   | Alder Torres       | Román Villalobos          | Pablo Alarcón                  | Cable DX Decorabaños   |
| 3e étape           | Dorian Monterroso  | Alder Torres       | Román Villalobos          | Dorian Monterroso              | Cable DX Decorabaños   |
| 4e étape           | Manuel Rodas       | Manuel Rodas       | Román Villalobos          | Dorian Monterroso              | Cable DX Decorabaños   |
| 5e étape           | Román Villalobos   | Manuel Rodas       | Román Villalobos          | Dorian Monterroso              | Cable DX Decorabaños   |
| 6e étape           | Cristian Pita      | Manuel Rodas       | Román Villalobos          | Dorian Monterroso              | Cable DX Decorabaños   |
| 7e étape           | Byron Guamá        | Román Villalobos   | Jefferson Cepeda          | Pablo Alarcón                  | Canel's-Specialized    |
| 8e étape           | Jonathan de León   | Román Villalobos   | Jefferson Cepeda          | Dorian Monterroso              | Canel's-Specialized    |
| 9e étape           | Elías Vega         | Román Villalobos   | Jefferson Cepeda          | Dorian Monterroso              | Canel's-Specialized    |
| Classements finals | Classements finals | Román Villalobos   | Jefferson Cepeda          | Dorian Monterroso              | Canel's-Specialized    |